# Opsosturmia tarsalis
Opsosturmia tarsalis là một loài ruồi trong họ Tachinidae.